# Virginia Villani
Virginia Villani (Angri, 27 marzo 1958) è una politica italiana.

## Biografia

### Elezione a deputato
Viene eletta deputata della XVIII legislatura della Repubblica Italiana con il Movimento 5 Stelle.
Il 21 giugno 2018 viene eletta componente della VII Commissione (Cultura, scienza e istruzione) e della XIV Commissione (Politiche dell'Unione Europea). Il 21 agosto 2022 viene ricandidata alla Camera dei Deputati, non venendo tuttavia rieletta.

### Dopo la fine del mandato
Il 15 febbraio 2023 viene eletta coordinatrice della provincia di Salerno del Movimento 5 Stelle.